# Danh sách tập truyện Tsubasa – Giấc mơ sân cỏ

Bìa bunkabon 1 bộ truyện Tsubasa Giấc mơ sân cỏ được Shueisha xuất bản vào tháng 8 năm 1997 ở Nhật Bản.

Tsubasa Giấc mơ sân cỏ là bộ truyện được viết và minh họa bởi Takahashi Yōichi. Sêri nói về quá trình trưởng thành của cầu thủ bóng đá Oozora Tsubasa. Truyện được đăng ttên tạp chí Weekly Shōnen Jump của Shueisha từ năm 1981 đến năm 1988 với tổng cộng 37 tập tankōbon. Bộ tiếp theo là Captain Tsubasa: World Youth được Shueisha phát hành từ năm 1994 đến 1997.Hai bộ tiếp theo cũng đã được tạp chí Weekly Young Jump của Shueisha phát hành vào năm 2001: Road to 2002 (2001–2004), Golden-23 (2005–2008), và Kaigai Gekito Hen (2009–2012). Vào 2013, Rising Sun được đăng trên tạp chí Grand Jump của Shueisha.

## Danh sách tập

### Tsubasa Giấc mơ sân cỏ
| - 01. "Soar Toward The Great Sky!" (大空へはばたけ!の巻 "Ōzora he Habatake! no Maki") - 02. "Take Flight!" (とんだっ!の巻 "Ton da?! no Maki") - 03. "New Nankatsu Gradeschool Football Club, Start!" (ニュー南葛小サッカー部スタートの巻 "Nyū Nankatsu Shō Sakkā Bu Sutāto no Maki") - 04. "The Great Responsibility of the Football Club" (責任重大サッカー部の巻 "Sekinin Jūdai Sakkā Bu no Maki") |

| - 05. "Tsubasa the Sweeper" (スイーパー翼!の巻 "Suīpā Tsubasa! no Maki") - 06. "Fate's Long Shot" (運命のロングシュートの巻 "Unmei no Rongu Shūto no Maki") - 07. "I Am Misaki Taro" (ボクは岬太郎の巻 "Boku ha Misaki Tarō no Maki") - 08. "Invigorating Last Scene" (さわやかな幕切れの巻 "Sawayaka na Makugire no Maki") |

| - 09. "Roberto's Surprising Request" (ロベルトの意外な申し出の巻 "Roberuto no Igai na Mōshide no Maki") - 10. "Kojiro's Appearance" (小次郎あらわるの巻 "Kojirō Ara Waru no Maki") - 11. "Everyone's New Trip" (それぞれの旅立ちの巻 "Sorezore no Tabidachi no Maki") - 12. "A Surprisingly Difficult Match" (思わぬ苦戦の巻 "Omowa nu Kusen no Maki") - 13. "Game Maker Tsubasa" (ゲームメーカー翼の巻 "Gēmu Mēkā Tsubasa no Maki") |

| - 14. "Who Is That Girl?" (あの子はだーれ？の巻 "Ano ko ha Dāre? no Maki") - 15. "Now It's The Entire Country!" (さあ全国だ!の巻 "Sā Zenkoku da! no Maki") - 16. "The New Captain, Tsubasa" (新キャプテン翼の巻 "Shin Kyaputen Tsubasa no Maki") - 17. "Drawing Of Lots' Mischief" (燃えろ南葛!の巻 "Moero Minami Kazura! no Maki") - 18. "Burn Nankatsu! To Beat Meiwa!!" (明和を倒せ!!の巻 "Meiwa o Taose!! no Maki") |

| - 19. "The Fierce Tiger's Terrible Counterattack" (おそるべき猛虎の逆襲の巻 "Osorubeki Mōko no Gyakushū no Maki") - 20. "You Must Not Fear Your Friend, The Ball!" (ボールはともだちこわくない!の巻 "Bōru ha Tomodachi Kowaku nai! no Maki") - 21. "I Can't Lose Because of My Dream" (夢だから負けない!の巻 "Yume da Kara Make nai! no Maki") - 22. "The Unexpected Ambush" (意外な伏兵の巻 "Igai na Fukuhei no Maki") - 23. "Show Your Talent! Soccer Child" (本領発揮だ! サッカー小僧の巻 "Honryō Hakki da! Sakkā Kozō no Maki") |

| - 24. "Ishizaki's Big Mistake" (石崎の大チョンボ!の巻 "Ishizaki no dai Chonbo! no Maki") - 25. "Last 4 Minutes! Decisive Battle In The Air" (のこり4分! 空中決戦の巻 "No Kori 4 Fun! Kūchū Kessen no Maki") - 26. "Now Let's Go! The Decisive Tournament" (さあ いくぞ! 決勝トーナメントの巻 "Sā Ikuzo! Kesshō Tōnamento no Maki") - 27. "Ace of Glass Jun Misugi" (ガラスのエース JUN（ジュン） MISUGI（ミスギ）の巻 "Garasu no Ēsu JUN (Jun) MISUGI (Misugi) no Maki") |

| - 28. "Fierce Fighting! Meiwa vs Furano" (激闘! 明和V.S.富良野の巻 Gekitō! Meiwa V. S. Furano no Maki") - 29. "Dream Confrontation's Kick Off!" (夢の対決 さあキックオフ!の巻 Yume no Taiketsu Sā Kikkuofu! no Maki") |

| - 30. "Musashi's Secret Plan" (武蔵の秘策の巻 "Musashi no Hisaku no Maki") - 31. "Tsubasa Can't Fly" (とべない翼の巻 "Tobe nai Tsubasa no Maki") - 32. "Ace Rebirth" (エース復活!!の巻 "Ēsu Fukkatsu!! no Maki") - 33. "Challenge to His Life's Longevity!" (延命への挑戦!の巻 "Enmei he no Chōsen! no Maki") |

| - 34. "It Won't Be My Farewell Match" (さよならゲームにしたくない!!の巻 "Sayonara Gēmu ni Shi Taku nai!! no Maki") - 35. "Now to the Finals" (いざ 決勝戦!!の巻 "Iza Kesshō Sen!! no Maki") - 36. "Genius Keeper Returns" (天才キーパー復活の巻 "Tensai Kīpā Fukkatsu no Maki") - 37. "Unexpected Goal" (思わぬゴール!の巻 "Omowa nu Gōru! no Maki") |

| - 38. "Elimination of an Ace" (エース失格!?の巻 "Ēsu Shikkaku!? no Maki") - 39. "Half-time's End" (最後のハーフタイムの巻 "Saigo no Hāfutaimu no Maki") - 40. "Tenacity, Definitely Tenacity" (執念…まさに執念!!の巻 "Shūnen... Masani Shūnen!! no Maki") - 41. "We'll Do It!" (おれたちがやるんだ!!の巻 "Ore Tachi ga Yarun da!! no Maki") - 42. "Blazing Counter Attack" (炎のカウンターアタックの巻 "Honō no Kauntā Atakku no Maki") |

| - 43. "The Last of the Last One Chance!" (最後の最後のワンチャンス!の巻 "Saigo no Saigo no Wan Chansu! no Maki") - 44. "Extra Time's Kickoff" (延長戦キックオフの巻 "Enchō Sen Kikkuofu no Maki") - 45. "Will to Fight for Victory" (勝利への闘志!!の巻 "Shōri he no Tōshi!! no Maki") |

| - 46. "Defend! Nankatsu" (守れ! 南葛の巻 "Mamore! Minami Kazura no Maki") - 47. "The Last Golden Combi Play" (最後の黄金コンビプレイの巻 "Saigo no Ōgon Konbi Purei no Maki") - 48. "Moment of Glory" (栄光の瞬間の巻 "Eikō no Shunkan no Maki") - 49. "Sudden Good-bye" (突然のサヨナラの巻 "Totsuzen no Sayonara no Maki") |

| - 50. "Everyone's Setting Off" (それぞれの旅立ちの巻 "Sorezore no Tabidachi no Maki") - 51. "Opening Ceremony" (始業式の巻 "Shigyō Shiki no Maki") - 52. "Ootomo's Challenge" (大友中の挑戦の巻 "Ōtomo Chū no Chōsen no Maki") - 53. "Summer's Start" (夏の開幕!!の巻 "Natsu no Kaimaku!! no Maki") |

| - 54. "Rival's Burning Gaze" (ライバルたちの熱いまなざしの巻 "Raibaru Tachi no Atsui Manazashi no Maki") - 55. "Hayabusa vs Tsubasa" (隼対翼の巻 "Hayabusa tai Tsubasa no Maki") |

| - 56. "Hyuga vs Misugi" (日向対三杉の巻(1) "Hyuga tai Misugi no Maki (1)") - 57. "Hyuga vs Misugi 2" (日向対三杉の巻(2) "Hyuga tai Misugi no Maki (2)") - 58. "Meeting In Foreign Land" (異郷の出会いの巻 "Ikyō no Deai no Maki") - 59. "Reborn In The Middle Of The Storm" (嵐の中の復活の巻 "Arashi no Naka no Fukkatsu no Maki") |

| - 60. "Kamisori Power Explosion" (カミソリパワー爆発の巻 "Kamisori Pawā Bakuhatsu no Maki") - 61. "Ace's Specialty" (エースの本領!の巻 "Ēsu no Honryō! no Maki") - 62. "Everyone's Decision" (それぞれの決意の巻 "Sorezore no Ketsui no Maki") - 63. "The New Wondrous Air Combi Play" (奇跡の新空中コンビプレイの巻 "Kiseki no Shin Kūchū Konbipurei no Maki") |

| - 64. "To The Battlefield Again!!" (戦場へふたたび!!の巻 "Senjō he Futatabi!! no Maki") - 65. "Furano Goes To The Front" (ふらの出陣!!の巻 "Fura no Shutsujin!! no Maki") |

| - 66. "The Fearful Dark Horse" (恐怖の伏兵ダークホースツーの巻 "Kyōfu no Fukuhei Dākuhōsutsū no Maki") - 67. "Phoenix Tsubasa" (不死鳥・翼の巻 "Fushichō.Tsubasa no Maki") |

| - 68. "Undying Team Work" (不滅のチームワークの巻 "Fumetsu no Chīmuwāku no Maki") - 69. "Semi Finals' Outbreaks" (準決勝開戦の巻 "Junkesshō Kaisen no Maki") - 70. "The Fierce Tiger Encouragements" (猛虎ゲキる!の巻 "Mōko Gekiru! no Maki") - 71. "Number 10 vs Number 10" (背番号10対背番号10の巻 "Sebangō 10 tai Sebangō 10 no Maki") |

| - 72. "Oath To Reverse The Score" (逆転への誓いの巻 "Gyakuten he no Chikai no Maki") - 73. "Collective Attack" (攻撃も全員で!!の巻 "Kōgeki mo Zenin de!! no Maki") - 74. "The Phoenix Flew" (不死鳥とんだ…の巻 "Fushichō Ton da... no Maki") - 75. "The Fierce Tiger's Written Challenge" (猛虎の挑戦状の巻 "Mōko no Chōsen Jō no Maki") |

| - 76. "Kick-Off of the Century" (世紀のキックオフの巻 "Seiki no Kikkuofu no Maki") - 77. "The New Destined Confrontation" (宿命の対決ふたたびの巻 "Shukumei no Taiketsu Futatabi no Maki") |

| - 78. "The King Toho" (王者・東邦!!の巻 "Ōja.Tōhō!! no Maki") - 79. "At Last We Break Into The Second Half" (ついに後半戦突入!の巻 "Tsuini Kōhan sen Totsunyū! no Maki") |

| - 80. "Incandescent Fighters, The Fierce Tiger And Tsubasa" (灼熱の闘士 猛虎＆翼!!の巻 "Shakunetsu no Tōshi Mōko & Tsubasa!! no Maki") |

| - 81. "The Setting Off Goal!" (旅立ちのゴールへ!の巻 "Tabidachi no Gōru he! no Maki") - 82. "Miracle Drive Shoot" (ミラクルドライブシュートの巻 "Mirakuru Doraibu Shūto no Maki") - 83. "V1 Versus V3" (Ｖ１対Ｖ３の巻 "V1 tai V3 no Maki") |

| - 84. "Departure for Tomorrow" (明日への旅立ちの巻 "Ashita he no Tabidachi no Maki") - 85. "The Start Of A New Challenge" (新たなる挑戦スタートの巻 "Arata Naru Chōsen Sutāto no Maki") |

| - 86. "Greeting From An Old Enemy" (旧敵へのあいさつの巻 "Kyū Teki he no Aisatsu no Maki") - 87. "A Pro Player" (プロの戦士!!の巻 "Puro no Senshi!! no Maki") |

| - 88. "Starting Afresh From Zero" (ゼロからの再出発の巻 "Zero Kara no sai Shuppatsu no Maki") - 89. "Another Strong Player" (もうひとりの実力者の巻 "Mō Hitori no Jitsuryoku Sha no Maki") |

| - 90. "Big Gathering In Paris!!" (パリ大集結!!の巻 "Pari dai Shūketsu!! no Maki") - 91. "The Great Setting Off" (大いなる旅立ちの巻 "Ōinaru Tabidachi no Maki") |

| - 92. "Perfect Come-Back! Golden Combi" (完全復活! 黄金コンビ!!の巻 "Kanzen Fukkatsu! Ōgon Konbi!! no Maki") - 93. "Oath In The Starry Sky" (星空の誓いの巻 "Hoshizora no Chikai no Maki") |

| - 94. "Never Give Up" (ネバーギブアップの巻 "Nebā Gibu Appu no Maki") |

| - 95. "The Young Noble's Come-Back" (貴公子復活!!の巻 "Kikōshi Fukkatsu!! no Maki") - 96. "True Colors Of The Fireball" (火の玉の正体の巻 "Hinotama no Shōtai no Maki") - 97. "Now, The Phantom" (幻が今…!!の巻 "Maboroshi ga Ima...!! no Maki") - 98. "The War Starts!! Japan vs France" (開戦!! 日本対フランスの巻 "Kaisen!! Nippon tai Furansu no Maki") |

| - 99. "Attack Of The Beautiful Beast" (美獣の来襲の巻 "Bi Jū no Raishū no Maki") |

| - 100. "The Last Bet of Misaki" (岬の最後のかけの巻 "Misaki no Saigo no Kake no Maki") - 101. "A Bloodstained Desperate Defense" (血まみれの死守の巻の巻 "Chimamire no Shishu no Maki") - 102. "The Miraculous Fist" (奇跡をよぶ拳の巻の巻 "Kiseki o Yobu Kobushi no Maki") |

| - 103. "The Lions Of The Final" (決勝の獅子たち！の巻 "Kesshō no Shishi Tachi! no Maki") - 104. "Flaming First Goal" (炎の先取点の巻 "En no Senshu Ten no Maki") |

| - 105. "The Strongest Shoot In History" (史上最強のシュートの巻 Shijō Saikyō no Shūto no Maki") - 106. "Answer The Message" (メッセージにこたえろ！の巻 Messēji ni Kotaero! no Maki") - 107. "The Best Of The World Is Appearing!?" (世界一がみえた!?の巻 Sekai Ichi ga Mie ta!? no Maki") |

| - 108. "An Oath Made to the Sky" (大空への誓いの巻 "Ōzora he no Chikai no Maki") - 109. "Confessions" (告白！の巻 "Kokuhaku! no Maki") |

| - 110. "Everyone's New Start" (それぞれの旅立ちの巻 "Sorezore no Tabidachi no Maki") - 111. "Tsubasa's Dream" (翼への夢の巻 "Tsubasa he no Yume no Maki") - 112. "Towards A New Era" (新しい時へ！の巻 "Atarashī Toki he! no Maki") - 113. "Fly Up with your Wings" (翔（と）び立つ翼の巻 "Tobi Tatsu Tsubasa no Maki") - 114. "Solitary Departure" (ひとりきりの出発（たびだち）の巻 "Hitori Kiri no Shuppatsu no Maki") |

### World Youth
| - 01. "Aoi Shingo's Appearance" (葵新伍登場! "Aoi Shingo Tōjō!") - 02. "At The Door of Inter" (インテルへの扉! "Interu he no Tobira!") - 03. "Time of Trial (試練の時!!" "Shiren no Toki!!") - 04. "Full Throttle Shingo" (全開新伍! "Zenkai Shin Go!") - 05. "Prologue and Beginning" (序章－そして開幕へ!! "Joshō - Soshite Kaimaku he!!") - 06. "Oozora Tsubasa, I'm Alright!" (大空翼元気です! "Ōzora Tsubasa Genki Desu!") |

| - 07. "Child of God, Santana" (神の子サンターナ "Shin no ko Santāna") - 08. "Santana Starts!" (サンターナ始動! "Santāna Shidō!") |

| - 09. "From Bara to Santana" (サッカーサイボーグサンターナ "Sakkā Sai Bōgu Santāna") - 10. "Aiming for Glory" (栄光をめざして "Eikō o Mezashi te") - 11. "Hino Ryoma's Appearance!!" (火野竜馬登場!! "Hino Ryōma Tōjō!!) - 12. "The Young Noble Returns Alive, The Insurrection of the Young Lion" (貴公子の生還、若獅子の反乱 "Kikōshi no Seikan, Waka Shishi no Hanran") - 13. "The Pride of a Man" (誇り高き男 "Hokori Takaki Otoko") - 14. "RJ7's Entry" (Ｒ・Ｊ・７登場 "R.J.7 Tōjō") |

| - 15. "Furious Offense and Defense" (激しき攻防!! "Hageshiki Kōbō!!") - 16. "Build the Best Team of the World!" (世界一のチームを作る!! "Sekai Ichi no Chīmu o Tsukuru!!") - 17. "The Fierce Tiger's Departure" (猛虎の旅立ち!! "Mōko no Tabidachi!!") - 18. "In Sao Paulo" (サンパウロにて "San Pauro Nite") - 19. "Start Facing the Dream!!" (夢に向かってスタート!! "Yume ni Mukatte Sutāto!!") |

| - 20. "Fight with Your Heart" (気迫で闘え!! "Kihaku de Tatakae!!") - 21. "Overturn the Speculations" (下馬評をくつがえせ!! "Gebahyō o Kutsugaese!!") - 22. "Tsubasa vs Bunnark" (翼VS.ブンナーク "Tsubasa VS. Bunnāku") - 23. "Send It to Tsubasa!!" (翼につなげ!! "Tsubasa ni Tsunage!!") |

| - 24. "SGGK" (Ｓ（スーパー）・Ｇ（グレート）・Ｇ（ゴール）・Ｋ（キーパー）!! "S(Sūpā).G(Gurēto).G(Gōru).K(Kīpā)!!") - 25. "Clash Between Willpower and Willpower" (意地と意地の激突!! "Iji to Iji no Gekitotsu!!") - 26. "The Laurels are Above You!" (栄冠はきみの上に! "Eikan ha Kimi no Ue ni!") |

| - 27. "Get a New Special Shoot" (新・必殺シュートをつかめ!! "Shin.Hissatsu Shūto o Tsukame!!") - 28. "The Completion of the New Special Shoot!!" (新・必殺シュートついに完成! "Shin.Hissatsu Shūto Tsuini Kansei!") - 29. "Soldiers Who Grow Up" (成長した戦士たち "Seichō Shi ta Senshi Tachi") - 30. "The Force of the Ship+Named Real Japan!!" (リアル・ジャパン丸の実力!! "Riaru.Japan Maru no Jitsuryoku!!") |

| - 31. "Those Who We Can Rely On" (頼れるヤツら! "Tayoreru Yatsu ra!") - 32. "The Genius Owairan" (天才オワイラン "Tensai Owairan") - 33. "Sight Of The Raiju Shot" (雷獣シュート見参!! "Raijū Shūto Kenzan!!") - Extra story "Principe Del Sole" (プリンチベ・デル・ソーレ "Purinchibe.Deru.Sōre") |

| - 34. "Moment Of Victory" (勝利の瞬間!! "Shōri no Shunkan!!") - 35. "Decisive Battle!" (決戦! "Kessen!") |

| - 36. "China Youth's Counterattack!" (中国ユースの逆襲! "Chūgoku Yūsu no Gyakushū!") - 37. "The Light Inside The Predicament!" (窮地の中の光! "Kyūchi no Naka no Hikari!") |

| - 38. "Moment Of Victory And Miracle" (勝利と奇跡の瞬間!! "Shōri to Kiseki no Shunkan!!") - 39. "The Man Who Comes Back" (帰ってきた男! "Kaette ki ta Otoko!") - 40. "The Conclusion Of The Goal Keeper Wakashimazu!" (ＧＫ（ゴールキーパー）若島津の結論! "GK (Gōrukīpā) Waka Shimatsu no Ketsuron!") - 41. "The Start Of The Newborn All Japan!!" (新生全日本始動!! "Shinsei Zennihon Shidō!!") - 42. "The Door Towards The Dream!!" (夢への扉!! "Yume he no Tobira!!") - 43. "Glory And" (栄光...そして!! "Eikō... Soshite!!") - 44. "The New Barrier" (新たなる障壁!! "Arata Naru Shōheki!!") |

| - 45. "The Field Of Dreams" (夢の舞台!! "Yume no Butai!!") - 46. "The Soldier's Decision" (戦士たちの決意! "Senshi Tachi no Ketsui!") - 47. "The Oath To Misaki" (岬への誓い!! "Misaki he no Chikai!!") - 48. "The Reason Of The Tears" (涙の理由 "Namida no Riyū") - 49. "Reunion With Old Enemies" (宿敵との再会! "Shukuteki to no Saikai!") - 50. "Prologue To The Fierce Fight!!" (激闘へのプロローグ!! "Gekitō he no Purorōgu!!") |

| - 51. "On The Field" (フィールドの中に...!! "Fīrudo no Naka ni...!!") - 52. "The Entrusted Ball" (託されたボール!! "Takusa re ta Bōru!!") |

| - 53. "Because I Like It" (好きだから...!! "Suki da Kara...!!") - 54. "Proof Of Progress" (成長の証!! "Seichō no Akashi!!") |

| - 55. "Advancing To The Final Tournament" (決勝トーナメント進出! "Kesshō Tōnamento Shinshutsu!") - 56. "Only One Wing" (片方だけの翼! "Katahō Dake no Tsubasa!") - 57. "True Colors Of The Sweden Team!" (スウェーデンチームの正体! "Suwēden Chīmu no Shōtai!") |

| - 58. "Successive Attacks Of The Mightnight Sun!" (白夜の波状攻撃! "Byakuya no Hajō Kōgeki!") - 59. "The New Strategy" (恐怖の新戦術! "Kyōfu no Shin Senjutsu!") - 60. "The Imaginary Shoot" (幻のシュート "Maboroshi no Shūto") |

| - 61. "The Strong Brazil" (強者・ブラジル! "Tsuwamono.Burajiru!") - 62. "Betting For The Place Of Best In The World!" (世界一の座をかけて! "Sekai Ichi no Zaokakete!") |

| - 63. "V Goal" (Ｖゴール!! "V Gōru!!") - 64. "Everyone's Future" (それぞれの未来 "Sorezore no Mirai") |

### Road to 2002
| - Road 1: "Road to 2002" (2002年への旅立ち!! "2002 Nen he no Tabidachi!!") - Road 2: "The Choice of a New Team!!" (移籍先決定!! "Iseki Saki Kettei!!") - Road 3: "The First Blow!" (最初の激突!! "Saisho no Gekitotsu!!") - Road 4: "Liga's Baptism" (リーガの洗礼!! "Rīga no Senrei!!") - Road 5: "First Step in Barca!!" (バルサでの第一歩!! "Barusa de no Daīppo!!") - Road 6: "Body of Steel!!" (鋼鉄（はがね）の肉体（よろい）!! "Kōtetsu no Nikutai!!") - Road 7: "Each One's Season In" (それぞれのシーズンイン!! "Sorezore no Shīzun in!!") - Road 8: "1 on 1 Trial!!" (試練の1 on 1 "Shiren no 1 on 1") |

| - Road 9: Tenacity for Success (勝利への執念!! Shōri he no Shūnen!!) - Road 10: The Secret of Ballance (バランスの秘密 Baransu no Himitsu) - Road 11: Violence!! Rivalry for a Position (熾烈!! ポジション争い Shiretsu!! Pojishon Arasoi) - Road 12: Submarine Iron Wall (鉄壁のサブマリン!! Teppeki no Sabumarin!!) - Road 13: Looking at 2002 (2002年を見据えて!! 2002 Nen o Misue te!!) - Road 14: Fierce Fight!! Bundesliga Opening Game (激闘!! ブンデスリーガ開幕戦 Gekitō!! Bundesurīga Kaimaku Sen) - Road 15: Plunder Regular Position (レギュラーを奪い取れ!! Regyurā o Ubaitore!!) - Road 16: Misaki Taro's Decision (岬太郎の決断!! Misaki Tarō no Ketsudan!!) - Road 17: Only One for This Place (その場所は ただ一つ!! Sono Basho ha Tada Hitotsu!!) - Road 18: Mind Musn't Be Broken (くじけぬ心!! Kujike nu Kokoro!!) |

| - Road 19: Beyond the Bridge of Hope (希望の橋の先に Kibō no Hashi no Saki ni) - Road 20: Serie A Debut (セリエAデビュー!! Serie A Debyū!!) - Road 21: Pry Open the Catenaccio!! (錠（カティナチオ）をこじあけろ!! Jō (Katinachio) o Kojiakero!!) - Road 22: Beast's Feast (猛獣どもの饗宴!! Mōjū Domo no Kyōen!!) - Road 23: The Best Pass, the Best Shoot (最高のパス、最高のシュート Saikō no Pasu, Saikō no Shūto) - Road 24: Fierce Tiger vs Black Panther (猛虎 vs 黒豹!! Mōko vs Kuro Hyō!!) - Road 25: Bet on This Right Leg (この右脚に賭けろ!! Kono Migi Ashi ni Kakero!!) - Road 26: The Ultimate Weapon Comes into Play!! (最終兵器 発動!! Saishū Heiki Hatsudō!!) - Road 27: DF Pride vs FW Pride (DF（ディフェンダー）のプライド vs FW（フォワード）のプライド!! DF (Difendā) no Puraido vs FW (Fowādo) no Puraido!!) - Road 28: The Fierce Tiger Won't Die (猛虎は死なず Mōko ha Shina zu) |

| - Road 29: From Japan to the World (日本から世界へ!! Nippon Kara Sekai he!!) - Road 30: Everyone's Desire (それぞれの思い!! Sorezore no Omoi!!) - Road 31: Beginning of the Miracle (奇跡の始まり Kiseki no Hajimari) - Road 32: Two Aces (二人の10番（エース）!! Ni Nin no 10 Ban (Ēsu)!!) - Road 33: Gang of the Ministadium Again (ミニスタジアムのギャング 再び Mini Sutajiamu no Gyangu Futatabi) - Road 34: Full Strength Soccer (全力のサッカーを!! Zenryoku no Sakkā o!!) - Road 35: End of the Shock!! (驚愕の結末!! Kyōgaku no Ketsumatsu!!) - Road 36: The Stage of the Reunion (再会の舞台 Saikai no Butai) - Road 37: The Struggle Starts (死闘の幕開け!! Shitō no Makuake!!) - Road 38: Hamburg Takes The Lead!! (先制 ハンブルグ!! Sensei Hanburugu!!) |

| - Road 39: SGGK's Pride (SGGKの誇り!! SGGK no Hokori!!) - Road 40: Proof of Progress (進化の証明 Shinka no Shōmei) - Road 41: Goal Offered to His Mom (母に捧げるゴール!! Haha ni Sasageru Gōru!!) - Road 42: As an Enemy, As a Friend (敵として友として Teki Toshite Tomo Toshite) - Road 43: Breathtaking Offence and Defence (息詰まる攻防!! Ikidumaru Kōbō!!) - Road 44: The Late Man (遅れてきた男!! Okure Tekita Otoko!!) - Road 45: The Trap of Circulating Passes!! (パス回しの罠!! Pasu Mawashi no Wana!!) - Road 46: Start Towards the Dream!! (夢へのスタート!! Yume he no Sutāto!!) - Road 47: Dragon's Roar (龍の咆哮 Ryū no Hōkō) - Road 48: Raging Dogfight!! (荒ぶる空中戦!! Susabu ru Kūchū Sen!!) |

| - Road 49: Wounded Falcon (手負いの鷹 Teoi no Taka) - Road 50: My Club (我がクラブよ…!! Waga Kurabu yo...!!) - Road 51: Separate Ways (別れゆく道 Wakare Yuku Michi) - Road 52: 50-50 (50（フィフティ）-50（フィフティ） 50 (Fifuti) - 50 (Fifuti)) - Road 53: Beat the King!! (王者を倒せ!! Ōja o Taose!!) - Road 54: Victorious Shoot (勝利へのシュート Shōri he no Shūto) - Road 55: Light and Shade's Thin Difference (紙一重の明暗 Shi Ichi Jū no Meian) - Road 56: Away's Baptism!? (アウェーの洗礼!? Awē no Senrei!?) - Road 57: Beginning of Survival (サバイバルの幕開け Sabaibaru no Makuake) - Road 58: Fierce Rivalries for the Selection!! (熾烈な代表枠争い!! Shiretsu na Daihyō Waku Arasoi!!) |

| - Road 59: Fierce Fight! J's Golden Age (激闘！Jの黄金世代 Gekitō! J no Ōgon Sedai) - Road 60: 120% Determined (120%の決意!! 120% no Ketsui!!) - Road 61: Fearful New Weapon!! (戦慄の新兵器!! Senritsu no Shin Heiki!!) - Road 62: Indomitable Fighting Spirit (不屈の闘志!! Fukutsu no Tōshi!!) - Road 63: Distant First Step!! (遥かなる第一歩!! Haruka Naru Daīppo!!) - Road 64: The Coach's Real Intention (監督の真意 Kantoku no Shini) - Road 65: Under the Italian Sky (イタリアの空の下!! Itaria no Sora no Shimo!!) - Road 66: Dream Within Reach (夢をこの手に!! Yume o Kono te ni!!) - Road 67: Hidden Hidden Plot (ウラのウラをかけ!! Ura no Ura o Kake!!) - Road 68: Instant of Delight (歓喜の瞬間（とき） Kanki no Shunkan (Toki)) |

| - Road 69: Choice Called Transfer (移籍という選択肢 Iseki Toiu Sentakushi) - Road 70: Hyuga's Answer (日向（ひゅうが）の答え Hyūga no Kotae) - Road 71: Move This Body To The Limits (この身体 動く限り Kono Shintai Ugoku Kagiri) - Road 72: To The Promised Place (約束の場所へ…!! Yakusoku no Basho he...!!) - Road 73: Departure To Tomorrow (明日への出発!! Ashita he no Shuppatsu!!) - Road 74: The Stage Of The Decisive Battle (決戦の舞台 Kessen no Butai) - Road 75: Destined Rival (宿命のライバル!! Shukumei no Raibaru!!) - Road 76: New Determination (決意 新たに!! Ketsui Arata ni!!) - Road 77: Common Wish (思いは ひとつ!! Omoi ha Hitotsu!!) - Road 78: Objective Serie B!! (目指せ セリエＢ!! Mezase Serie B!!) |

| - Road 79: Invisible Enemy (見えない敵!! Mie Nai Teki!!) - Road 80: The Two Soccer Prodigies (二人のサッカー小僧 Ni Nin no Sakkā Kozō) - Road 81: Tsubasa Can't Fly (飛べない翼 Tobe nai Tsubasa) - Road 82: The Weight Of The Game Maker (トップ下の重み Toppu ka no Omomi) - Road 83: Taste of Victory (勝利の味 Shōri no Aji) - Road 84: Strength of Support!! (応援を力に!! Ōen o Chikara ni!!) - Road 85: The Determination Kept in the Heart (胸に秘めた決意!! Mune ni Hime ta Ketsui!!) - Road 86: Spanish Derby (スペインダービー Supein Dābī) - Road 87: Fate's Kick Off (運命のキックオフ Unmei no Kikkuofu) - Road 88: First Move's Struggle!! (先手の取り合い!! Sente no Toriai!!) |

| - Road 89: Spirit of Pros (プロの魂 Puro no Tamashii) - Road 90: Counterattack Begins!! (反撃開始!! Hangeki Kaishi!!) - Road 91: Only Confrontation (勝負あるのみ!! Shōbu Aru Nomi!!) - Road 92: Destroy the White Wall (白き壁を崩せ!! Shiroki Kabe o Kuzuse!!) - Road 93: Marvelous Newcomer (驚異の新人 Kyōi no Shinjin) - Road 94: Blitz Counter (電撃のカウンター!! Dengeki no Kauntā!!) - Road 95: Natureza's Soccer, Tsubasa's Soccer (ナトゥレーザのサッカー、翼（つばさ）のサッカー Natō Rēza no Sakkā, Tsubasa no Sakkā) - Road 96: Natureza Lashes Out (ナトゥレーザ縦横無尽!! Natōrēza Jūōmujin!!) - Road 97: Fast Succession of Offense And Defense!! (矢継ぎ早の攻防!! Yatsugibaya no Kōbō!!) - Road 98: Fast Evolving Genius!! (加速する天才!! Kasoku Suru Tensai!!) |

| - Road 99: Counteroffensive Chance (反撃のチャンス Hangeki no Chansu) - Road 100: Barca's New Control Tower (バルサの新指令塔!! Barusa no Shin Shirei tō!!) - Road 101: Balls Destination (弾道の行方 Dandō no Yukue) - Road 102: Get The Flow!! (この流れに乗れ!! Kono Nagare ni Nore!!) - Road 103: Field's Conductor (フィールドの指揮者（コンダクター） Fīrudo no Shiki Sha (Kondakutā)) - Road 104: Central Breakthrough!! (中央突破…!! Chūō Toppa...!!) - Road 105: La Liga First Goal (ラ・リーガ 初ゴール!! Ra.Rīga Hatsu Gōru!!) - Road 106: Camp Nou's Tempest (カンプ ノウの嵐 Kanpu nō no Arashi) - Road 107: The Coach's Mind's Eye (監督の心眼 Kantoku no Shingan) - Road 108: Mistery Power (神秘の力 Shinpi no Chikara) |

| - Road 109: Keyword Is Zero (キーワードは"ゼロ" Kīwādo ha "Zero") - Road 110: Crush the Keyman (キーマンを潰せ!! Kīman o Tsubuse!!) - Road 111: No.1 Club's Potential (No.1クラブの底力 No.1 Kurabu no Sokojikara) - Road 112: Pierce the Wall (壁を射抜け!! Kabe o Inuke!!) - Road 113: Keep on Attacking (攻撃あるのみ!! Kōgeki Aru Nomi!!) - Road 114: Attack of Power and Technique (力と技の一撃 Ryoku to Waza no Ichigeki) - Road 115: The Plan To Seal Barca!! (バルサ封じの秘策!! Barusa Fūji no Hisaku!!) - Road 116: Harsh Reality (屈辱の現実 Kutsujoku no Genjitsu) - Road 117: Barca's New Lineup! (バルサの新布陣!! Barusa no Shin Fujin!!) - Road 118: Double Control Tower In Action (ダブル司令塔 発動!! Daburu Shireitō Hatsudō!!) |

| - Road 119: To the Limits of His Strength (力の限り…!! Ryoku no Kagiri...!!) - Road 120: Assault From The Sky!! (空からの強襲!! Sora Kara no Kyōshū!!) - Road 121: Birth of the New Golden Combi (新・黄金コンビ誕生! Shin.Ōgon Konbi Tanjō!) - Road 122: In Motion!! New Golden Combi (躍動!! 新黄金コンビ Yakudō!! Shin Ōgon Konbi) - Road 123: Free System (自由な形態（システム）!! Jiyū na Keitai (Shisutemu)!!) - Road 124: Attack!! (攻めてこそ…!! Seme te Koso...!!) - Road 125: Overcome The Pain!! (痛みに克て!! Itami ni Kate!!) - Road 126: Desire for Victory (勝利への想い Shōri he no Omoi) - Road 127: Natureza's Trap (ナトゥレーザの罠 Natōrēza no Wana) - Road 128: Hot Night In Barcelona!! (バルセロナの熱い夜!! Baruserona no Atsui Yoru!!) |

| - Road 129: "Field's Aura" (フィールドの"気" "Fīrudo no "Ki"") - Road 130: "Son Of God's Strength" (神の子の力 "Shin no Kono Chikara") - Road 131: "Don't Give Up!!" (あきらめない!! "Akirame nai!!") - Road 132: "1 On 1 Contest" (勝負の１on１ "Shōbu no 1 on 1") - Road 133: "Get Past Natureza!!" (ナトゥレーザを突破せよ!! "Natōrēza o Toppa Seyo!!") - Road 134: "Spirited Attack" (魂の一撃 "Damashī no Ichigeki") - Road 135: "Entering Loss Time" (ロスタイム突入!! "Rosutaimu Totsunyū!!") - Road 136: "Final Goal Is!!" (勝利への欲求 "Shōri he no Yokkyū") - Road 137: "Two Falcons!!" (二匹の鷹 "Ni Hiki no Taka") - Road 138: "'Til The Soul Is Exhausted!!" (魂 尽きるまで!! "Damashī Tsukiru Made!!") |

| - Road 139: "Strong Feelings" (強い気持ち "Tsuyoi Kimochi") - Road 140: "Victorious Goal...!?" (決勝ゴール…!? "Kesshō Gōru...!?") - Road 141: "Last Moment" (決着の瞬間（とき） "Ketchaku no Shunkan (Toki)") - Road 142: "Time Up" (タイムアップ "Taimu Appu") - Road 143: "Tears and Smiles" (涙と笑顔 "Namida to Egao") - Road 144: "Football Is..." - uno…… "In a Corner of Italy" (イタリアの片隅で "Itaria no Katasumi de") - due…… "One Step Forward...!!" (一歩ずつ前へ…!! "Ichi ho Zutsu Mae he...!!") - tre…… "Debut Match Kick Off!!" (デビュー戦キックオフ!! "Debyū Sen Kikkuofu!!") - quattro…… "With Feelings!" (思いを乗せて!! "Omoi o Nose te!!") - cinque…… "Mind Bond" (心の絆 "Shin no Kizuna") |

### Golden 23
| - Prologue: Germany Dream - Goal 1: "Oath for the Gold Medal" (金メダルへの誓い "Kinmedaru he no Chikai") - Goal 2: "Start of Survival" (サバイバルの始まり "Sabaibaru no Hajimari") - Goal 3: "Turning Back to the Tide" (劣勢をはねかえせ!! "Ressei o Hanekaese!!") - Goal 4: "A Risky Gamble" (危険すぎる賭け "Kiken Sugiru Kake") - Goal 5: "The Start Of A Legend" (伝説の幕開け "Densetsu no Makuake") - Goal 6: "Battle for Pride 2 on 2" (プライドを懸けた2on2 "Puraido o Kake ta 2 on 2") - Goal 7: "Stop The Futsal Combi!!" (フットサルコンビを止めろ!! "Futtosaru Konbi o Tomero!!") |

| - Goal 8: "The Camp's Battle For Pride" (プライドを懸けた合宿 "Puraido o Kaketa Gasshuku") - Goal 9: "Guardian Deity vs Futsal Combi" (守護神vsフットサルコンビ "Shugojin vs Futtosaru Konbi") - Goal 10: "Heated Battle for Survival" (熾烈なるサバイバル "Shiretsu Naru Sabaibaru") - Goal 11: "Next Age - Japan's Challenge" (次世代・日本代表の挑戦 "Jisedai.Nippon Daihyō no Chōsen") - Goal 12: "Loss Time Attack Defense!!" (ロスタイムの攻防!! "Rosu Taimu no Kōbō!!") - Goal 13: "Burning Weed Spirit!!" (熱き雑草魂!! "Atsuki Zassō Tamashii!!") - Goal 14: "First Step To The Gold Medal" (金メダルへの第一歩 "Kinmedaru he no Daīppo") - Goal 15: "Unexpected Happiness" (思いがけぬ幸せ "Omoigake nu Shiawase") - Goal 16: "Clash Before The Decisive Battle" (決勝戦の激突 "Kesshō sen no Gekitotsu") - Goal 17: "Excessively Dangerous Two Top" (危険すぎるツートップ "Kiken Sugiru Tsū Toppu") |

| - Goal 18: "Unexpected Defense" (予想外の守り "Yosō Gai no Mori") - Goal 19: "3M Are Attacking" (3Mが攻める!! "3M ga Semeru!!") - Goal 20: "Misaki's Decision" (岬の決意 "Misaki no Ketsui") - Goal 21: "Attack Spun By Dreams!!" (夢を紡ぐ一撃!! "Yume o Tsumugu Ichigeki!!") - Goal 22: "Hidden Resolve" (秘めたる覚悟 "Hime Taru Kakugo") - Goal 23: "Raging Counterattack" (怒濤の反撃!! "Dotō no Hangeki!!") - Goal 24: "Regret Able Exit" (無念の退場 "Munen no Taijō") - Goal 25: "Heartbreaking Decision" (苦渋の決断 "Kujū no Ketsudan") - Goal 26: "Disappearing Ball" (消えたボール!! "Kieta Bōru!!") - Goal 27: "Falcon Descending From The Sky" (舞い降りたハヤブサ!! "Maiori ta Hayabusa!!") |

| - Goal 28: "Unbelievable Sight" (信じられぬ光景 "Shinji Rare nu Kōkei") - Goal 29: "Unexpected Conversion!!" (驚異のコンバート!! "Kyōi no Konbāto!!") - Goal 30: "Blooming Possibility" (開花した可能性!! "Kaika Shi ta Kanōsei!!") - Goal 31: "Dramatic Departure" (船出を飾る勝利 "Funade o Kazaru Shōri") - Goal 32: "Rumor From Germany" (ドイツからの噂 "Doitsu Kara no Uwasa") - Goal 33: "Search For The Golden Warrior" (黄金戦士を探して "Ōgon Senshi o Sagashi te") - Goal 34: "Goal for You" (ゴールへの誓い "Gōru he no Chikai") - Goal 35: "Blessing Performance" (祝福のゴール!! "Shukufuku no Gōru!!") - Goal 36: "Another Surprise!!" (サプライズ再び!! "Sapuraizu Futatabi!!") - Goal 37: "Miraculous Body Faculties!!" (驚異の身体能力 "Kyōi no Shintai Nōryoku") |

| - Goal 38: "Why I Can't Lose" (負けられない対決!! Make Rare nai Taiketsu!!) - Goal 39: "Concealed Abilities" (不敵なる宣言 Futeki Naru Sengen) - Goal 40: "Eagles Rain!!" (イーグルス襲来!! Īgurusu Shūrai!!) - Goal 41: "Explosion!! New Secret Super Technique!" (GK同士の狙い GK Dōshi no Nerai) - Goal 42: "Boiling Hungry Spirits" (沸き立つハングリー精神!! Wakitatsu Hangurī Seishin!!) - Goal 43: "New One On One" (未体験の一対一!! Mi Taiken no Ichitai Ichi!!) - Goal 44: "Just for Victory" (ただ勝利のために Tada Shōri no Tame ni) - Goal 45: "Invitation To Return" (再起への誘い Saiki he no Izanai) - Goal 46: "Can't Let Go This Dream" (夢を追い続けて Yume o oi Tsuduke te) - Goal 47: "Ace's Decision" (エースに託せ!! 扉 Ēsu ni Takuse!! Tobira) |

| - Goal 48: "Sticking To One On One" (一対一へのこだわり "Ichitai Ichi e no Kodawari") - Goal 49: "Why You Can't Win" (勝利できぬ理由 "Shōri Deki nu Riyū") - Goal 50: "Counterattack's Roar" (反撃への咆哮 "Hangeki e no Hōkō") - Goal 51: "Determined Charge!!" (執念の一撃!! "Shūnen no Ichigeki!!") - Goal 52: "Tenacious Dive!!" (決死のダイブ!! "Kesshi no Daibu!!") - Goal 53: "Growth Of Team Spirit" (新たな合言葉 "Arata na Aikotoba") - Goal 54: "Fresh Start!!" (新たなるスタート!! "Arata Naru Sutāto!!") - Goal 55: "Rivals Come Across!!" (負けられぬ再戦!! "Make Rare nu Saisen!!") - Goal 56: "The Tactician's Objective" (策士の狙い "Sakushi no Nerai") - Goal 57: "Another Surprise Attack!!" (兄の決意 "Kei no Ketsui") |

| - Goal 58: "Unexpected And Clever Play!!" (予測不能の頭脳プレー!! "Yosoku Funō no Zunō Purē!!") - Goal 59: "Signal Fire Of The Counterattack" (繁劇の狼煙（のろし） "Hangeki no Noroshi (Noroshi)") - Goal 60: "Attacking Ace!!" (譲れぬ気迫!! "Yuzure nu Kihaku!!") - Goal 61: "Spirited Dive!!" (気迫のダイブ!! "Kihaku no Daibu!!") - Goal 62: "Finish Defending Even At 10!!" (10人で守り切れ!! "10 Nin de Mamori Kire!!") - Goal 63: "Marvelous Aerial Clash!!" (驚異の空中激突!! "Kyōi no Kūchū Gekitotsu!!") - Goal 64: "Last 5 Minutes Of Attack Defense" (残り5分の攻防 "Nokori 5 Bunno Kōbō") - Goal 65: "Get 3 Points At All Costs" (執念の突進!! "Shūnen no Tosshin!!") - Goal 66: "Strange Combi Play!!" (規格外コンビプレイ!! "Kikaku Gai Konbi Purei!!") - Goal 67: "Will To Win" (優勝への決意 "Yūshō e no Ketsui") |

| - Goal 68: "Decisive Deternination" (不退転の決意 "Futaiten no Ketsui") - Goal 69: "Dangerous First Play" (危険なファーストプレイ "Kiken na Fāsuto Purei") - Goal 70: "Talent Coming To Light!!" (覚醒した才能!! "Kakusei shi ta Sainō !!") - Goal 71: "All Rounder's True Worth" (オールラウンダーの真骨頂 "Ōruraundā no Shinkocchō") - Goal 72: "Reaction to the Asian Preliminaries" (アジア予選への手応え "Ajia Yosen e no Tegotae") - Goal 73: "Trial For The Championship" (エースの復帰 "Ēsu no Fukki") - Goal 74: "Impatient To Win" (勝利への焦り "Shōri e no Aseri") - Goal 75: "Ace's Return!!" (復活の舞台 "Fukkatsu no Butai") - Goal 76: "Revival Of The Golden Combi!!" (沸き立つスタジアム "Wakitatsu Sutajiamu") - Goal 77: "Footsteps Towards The Decisive Game" (試練の始まり "Shiren no Hajimari") - Goal 78: "To Their Respective Top" (終わりなき挑戦!! "Owari Naki Chōsen!!") |

| - Goal 79: "Outbreak of the Shock" (衝撃の開戦!! "Shōgeki no Kaisen!!") - Goal 80: "Too Severe Reality" (厳しすぎる現実 "Kibishi Sugiru Genjitsu") - Goal 81: "Heroic Decision" (壮絶な決意 "Sōzetsu na Ketsui") - Goal 82: "Union Intensified" (深まる団結力 "Fukamaru Danketsu Ryoku") - Goal 83: "Match on the Verge of the Cliff" (ガケッぷちの戦い "Gakep Puchi no Tatakai") - Goal 84: "Doubt Of The Commander" (指揮官の迷い "Shiki Kan no Mayoi") - Goal 85: "A Method Not Yet Known" (未知なる一手 "Michi Naru Itte") - Goal 86: "Frim Secret Plan" (手堅き秘策 "Tegataki Hisaku") - Goal 87: "Buying Time Too Plainly" (露骨過ぎる時間稼ぎ "Rokotsu Sugiru Jikan Kasegi") - Goal 88: "Counterattack's Bullet Clear" (反撃の弾丸クリア!! "Hangeki no Dangan Kuria !!") |

| - Goal 89: "Determined For The Sacrifice!!" (捨て身の決意!! "Sutemi no Ketsui!!") - Goal 90: "Kind Hesitation" (優しさ故の迷い "Yasashi sa Yue no Mayoi") - Goal 91: "Last Flight!!" (最後のフライト!! "Saigo no Furaito!!") - Goal 92: "Hard Price To Pay" (先制点の代償 "Sensei ten no Daishō") - Goal 93: "Offense And Defense From The Front" (真正面からの攻防 "Masshōmen Kara no Kōbō") - Goal 94: "Spirit That Isn't Running Away" (逃げない心 "Nige nai Kokoro") - Goal 95: "Evolving Secrets" (勝利への奥義 "Shōri e no Ōgi") - Goal 96: "Fly!! Wakado Style Combi!!" (飛翔!! 若堂流コンビ!! "Hishō!! Waka Dō Ryū Konbi!!") - Goal 97: "The Falcon Flap His Wings Towards The World!!" (世界へ羽ばたく隼!! "Sekai e Habataku Hayabusa!!") - Goal 98: "Inherited Spirit" (受け継いだ魂 "Uketsui da Tamashii") |

| - Goal 99: "Turbulent Flow" (不穏な流れ "Fuon na Nagare") - Goal 100: "Time Passing By Too Fast" (早過ぎる時間経過 "Haya Sugiru Jikan Keika") - Goal 101: "Judge Who Changes Fate!!" (運命を変えるジャッジ!! "Unmei o Kaeru Jajji!!") - Goal 102: "Unyielding Spirit" (折れない心 "Ore nai Kokoro") - Goal 103: "Being Oneself And Not Anybody" (誰でもない自分へ "Dare Demo nai Jibun e") - Goal 104: "Reproduction of The Legend!!" (伝説の再現!! "Densetsu no Saigen!!") - Goal 105: "The Third Man" (第三の男 "Sai San no Otoko") - Goal 106: "For Just One More Goal" (ただ一点のために "Tada Ichi Ten no Tame ni") - Goal 107: "Small Soldier's Willpower" (小兵の意地 "Kohyō no Iji") - Goal 108: "Birth of the New Futsal Combi" (新フットサルコンビ誕生!! "Shin Futtosaru Konbi Tanjō!!") |

| - Goal 109: "Intention To Enforce His Will!!" (貫き通す意思!! "Tsuranukitōsu Ishi!!") - Goal 110: "Kind And Strong" (優しさと強さ "Yasashi sa to Tsuyo sa") - Goal 111: "Linked Spirit Combi Play" (魂が結ぶコンビプレー "Tamashii ga Musubu Konbi Purē") - Goal 112: "Road To Madrid" (マドリッドへの道 "Madoriddo e no Michi ") - "Wish for Peace in Hiroshima (part 1)" (WISH FOR PEACE IN HIROSHIMA〈前編〉 "WISH FOR PEACE IN HIROSHIMA (Zenpen)") - "Wish for Peace in Hiroshima (part 2)" (WISH FOR PEACE IN HIROSHIMA〈後編〉 "WISH FOR PEACE IN HIROSHIMA (Kōhen)") - Extra: "I Am Misaki Taro" (ボクは岬太郎 "Boku wa Misaki Tarō") |

### Kaigai Gekito Hen

#### In Calcio
| - 01. "Clash in Foreign Country!!" (異国での激突! "Ikoku de no Gekitotsu!") - 02. "Respective Pride" (それぞれのプライド!! "Sorezore no Puraido!!") - 03. "Never Ending Progress" (終わらない成長 "Owara nai Seichō") - 04. "Facing the Risk!!" (リスクを冒せ!! "Risuku o Okase!!") - 05. "Unshakable Strength!!" (揺るがぬ強さ "Yuruga nu Tsuyo sa") - 06. "The End Of The Frustrations" (挫折の果てに "Zasetsu no Hate ni") - 07. "Well Trained Balance" (鍛え上げたバランス "Kitaeage ta Baransu") - 08. "Further Progress!!" (さらなる成長!! "Saranaru Seichō!!") - 09. "Changing The Flow" (変化する流れ "Henka Suru Nagare") - 10. "Decided To Take Part In The Attack!!" (決意の攻撃参加!! "Ketsui no Kōgeki Sanka!!") - 11. "Signal Fire of The Counterattack!!" (反撃の狼煙!! "Hangeki no Noroshi!!") |

| - 12. "Fighting Spirit Won't Yield" (譲らぬ闘志 "Yuzura nu Tōshi") - 13. "Aoi Non Stop!!" (葵ノンストップ!! "Aoi Nonsutoppu!!") - 14. "The Last Goal" (最後の一点 "Saigo no Ichi Ten") - 15. "Belief" (信じる心 "Shinjiru Kokoro") - 16. "Offense And Defense Aren't Ceding" (譲らぬ攻防 "Yuzura nu Kōbō") - 17. "Our Giocatori Promise" (ジョカトーレ達の約束 "Jokatōre Tachi no Yakusoku") - 18. "A General Offensive with All of Their Might" (渾身の総攻撃 "Konshin no Sō Kōgeki") - 19. "Last Choice" (最後の選択 "Saigo no Sentaku") - 20. "Last Chance" (ラストチャンス!! "Rasuto Chansu!!") - 21. "Last Play!!" (ラストプレイ!! "Rasuto Purei!!") - 22. "Ace's Proof" (エースの証明 "Ēsu no Shōmei") - 23. "Roaring Lightning!!" (うなる稲妻!! "Unaru Inazuma!!") - 24. "New Sunrise" (新たな日の出 "Arata na Hinode") |

#### En La Liga
| - 01. "Premises of Fierce Fight" (激闘の予感 "Gekitō no Yokan") - 02. "A Man Showing Miracles" (奇跡をみせる男 "Kiseki o Miseru Otoko") - 03. "Completely Away" (絶対的アウェイ "Zettai Teki Awei") - 04. "White Terror" (白い恐怖 "Shiroi Kyōfu") - 05. "Lightning Speed!!" (電光石火!! "Denkōsekka!!") - 06. "Relentless Attack Defense" (譲らぬ攻防 "Yuzura nu Kōbō") - 07. "Unpredictable Shot!" (予測外シュート!! "Yosoku Gai Shūto!!") - 08. "Third Time Lucky" (三度目の正直!! "San Dome no Shōjiki!!") - 09. "Double Volante!" (Ｗボランチ!! "W Boranchi!!") |

| - 10. "There is a Glorious Goal!" (予感 "Yokan") - 11. "Inner Voice" (内なる声 "Nai Naru koe") - 12. "Ideal Soccer" (理想のサッカー "Risō no Sakkā") - 13. "Prologue To Counterattack" (反撃への序章!! "Hangeki e no Joshō!!") - 14. "Amazing Physical Abilities" (驚異の身体能力 "Kyōi no Shintai Nōryoku") - 15. "Progress of Each Rival" (成長しあうライバル "Seichō Shi au Raibaru") - 16. "Decided Not To Step Back!" (下がらぬ決意!! "Sagara nu Ketsui!!") - 17. "The Highest 2 on 1" (最高の２対１!! "Saikō no 2 Tai 1!!") - 18. "Fragrance of Daner" (危険な香り "Kiken na Kaori") - 19. "The Stage For 2 People" (二人の舞台 "Ni Nin no Butai") |

| - 20. "Men Leading Each Other" (導き合う男たち "Michibiki au Otoko Tachi") - 21. "Those Possessed By Soccer" (サッカーに魅入られた者たち "Sakkā ni Mīrareta Mono Tachi") - 22. "Submarine Assault" (サブマリン急襲!! "Sabumarin Kyūshū!!") - 23. "Resilient Captainship" (屈せぬキャプンテンシー "Kusse nu Kyapuntenshī") - 24. "The Critical Offense Defense" (瀬戸際の攻防 "Setogiwa no Kōbō") - 25. "Desire Towards Soccer" (サッカーへの想い "Sakkā he no Omoi") - 26. "Increasing Team Strength!!" (高まるチーム力!! "Takamaru Chīmu Ryoku") - 27. "Getting Closer To an Ideal Form" (近づく理想形 "Chikaduku Risō Gata") - 28. "King of Soccer" (王者のサッカー "Ōja no Sakkā") - 29. "Raging Wave of Attack" (怒涛の攻め "Dotō no Seme") |

| - 30. "Foreseeing Each Other" (読みあい!! "Yomi Ai !!") - 31. "Goal To Goal" (ゴールトゥゴール "Gōru tu Gōru") - 32. "Miraculous Riposte" (奇跡の応酬!! "Kiseki no Ōshū !!") - 33. "The Passion That Did Not Disappear" (消えることなき情熱 "Kieru Koto Naki Jōnetsu") - 34. "Don't Lose To Heavy Pressure" - 35. "Entrusing Hopes" - 36. "Impact And Fantasy" - 37. "Critical Offense Defense" - 38. "Tenacity For Victory" - 39. "Long Distance Counter!!" |

| - 40. "The First Effort" - 41. "Getting Over The Wall" - 42. "Don't Feel Depressed" - 43. "To A Best In The World's Match" - 44. "The Light To Reversal" - 45. "Growing Impatient" - 46. "Tenacity To Victory" - 47. "The Last Attack" - 48. "The Set-up Was Ready" - 49. "2 Falcons" |

| - 50. "Tenacious Shot" - 51. "Former Self" - 52. "Last Play!!" - 53. "Innocent Blow!!" - 54. "Aftertaste Of The Fierce Fight" - 55. "Way to Victory" - 56. "Teacher and Student Confrontation!!" - 57. "Leaders Battle Line" - 58. "Conclusion Angel's Impact" |

### Rising Sun
| # | Ngày phát hành Tiếng Nhật | ISBN Tiếng Nhật   |
| - | ------------------------- | ----------------- |
| 1 | 19 tháng 5 năm 2014       | 978-4-08-880130-8 |
| 2 | 4 tháng 11 năm 2014       | 978-4-08-880241-1 |